# 帕拉伊苏 (奇里基省)
帕拉伊苏是巴拿马奇里基省博克龙区的一个城市。 该市面积为36.4平方（14.1平方英里），2010年时人口为429，故其人口密度为11.8名居民每平方（31名居民每平方英里）。 1990年时人口为190，2000年时人口为248。